# Cerkev Nejsvětější Panny Marie (Andrzejówka)
Cerkev Nejsvětější Panny Marie je dřevěná stavba původně cerkev Nanebevzetí Panny Marie řeckokatolické církve, která se nachází v obci Andrzejówka v okrese Nowy Sącz v Malopolském vojvodství v Polsku.
Od roku 1947 cerkev byla převzata římskokatolickou církví a je filiálním kostelem farnosti v Miliku.
Je zapsána ve vojvodském seznamu památek pod registračním číslem 751 z 5. září 1964 a je součástí Stezky dřevěné architektury v Malopolském vojvodství.

## Historie
Cerkev byla postavena Lemky pravděpodobně v letech 1860–1864. Existuje domněnka, že mohla být přestavěna ze starší svatyně z 18. nebo dokonce z 17. století. Cerkev byla opravována v roce 1874, 1925, 1967, 1978, 1988, 1998.

## Architektura

### Exteriér
Cerkev je orientovaná dřevěná roubená trojdílná stavba. Ke kněžišti je přistavěna sakristie. Loď má čtvercový půdorys a k ní je přistavěna na západní straně štenýřová věž se zkosenými stěnami se zvonovým patrem a kruchtou. Ve věži je zvon zasvěcený svatému Antonínovi z roku 1691. Pod věží (pod kruchtou) je babinec. Stěny cerkve jsou pobity šindelem. Střechy jsou zalomené stanové zakončené báněmi se slepými lucernami a s makovicemi, střechy jsou pobité plechem.
Kolem cerkve je zeď z lomového kamene, krytá šindelovými stříškami. Uvnitř ohrazení je hřbitov a stoleté lípy.

### Interiér
V interiéru se nachází ornamentální polychromie z 19. století a téže doby i rokokový ikonostas. V lodi jsou dva oltářní nástavce (retabulum) z 18. století, které představují Ukřižování a Sejmutí z kříže a obustranné obrazy s Pannou Marií a svatou Barborou.
Zajímavým zařízením je nepoužívaný hudební nástroj zvaný Evin zvon. Je vyroben z ocelové tyče s vyvrtanými otvory různých velikostí, je zavěšený pod stropem. Hrálo se na něj údery kovovými kladivy.

## Galerie

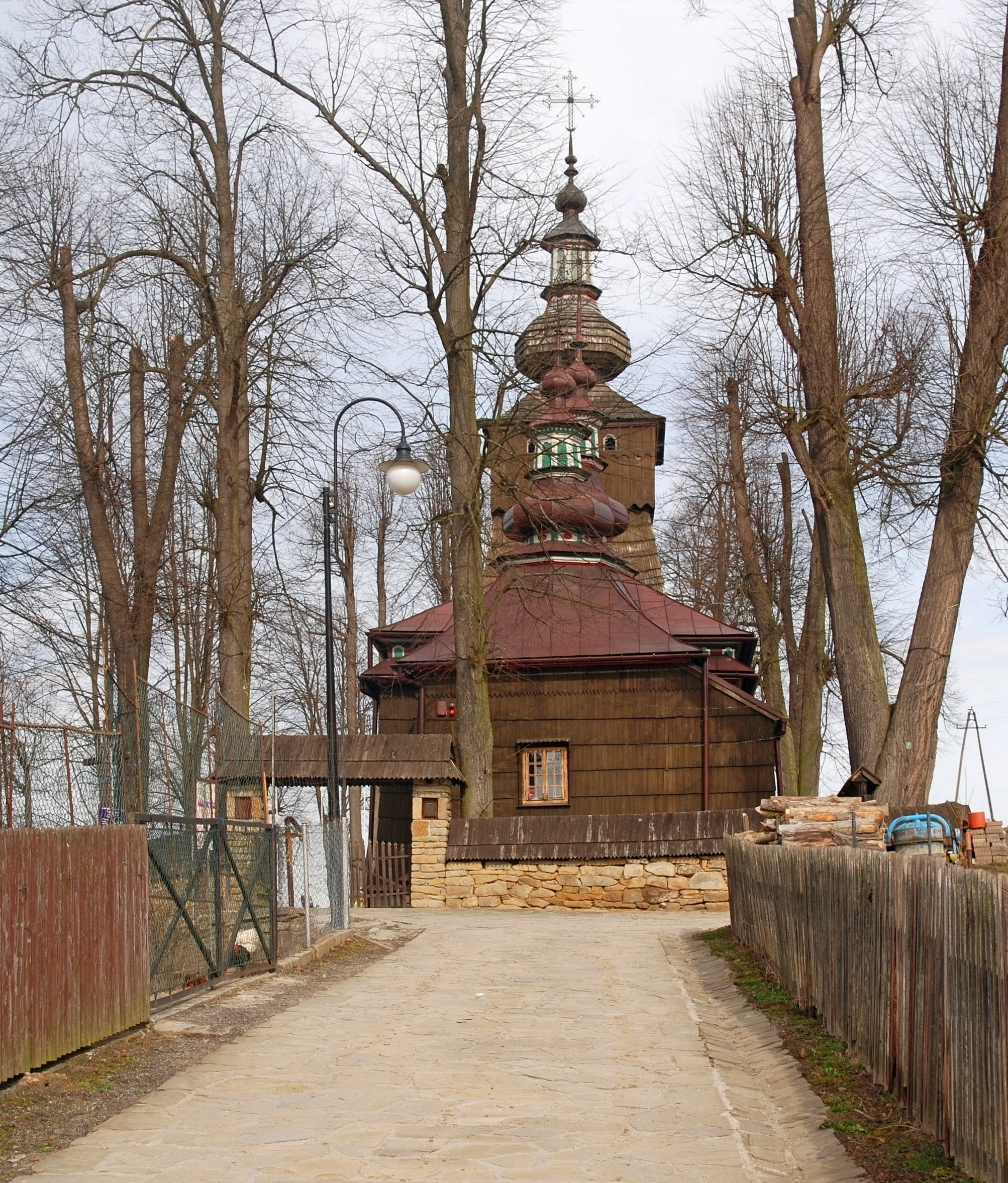
Východní strana
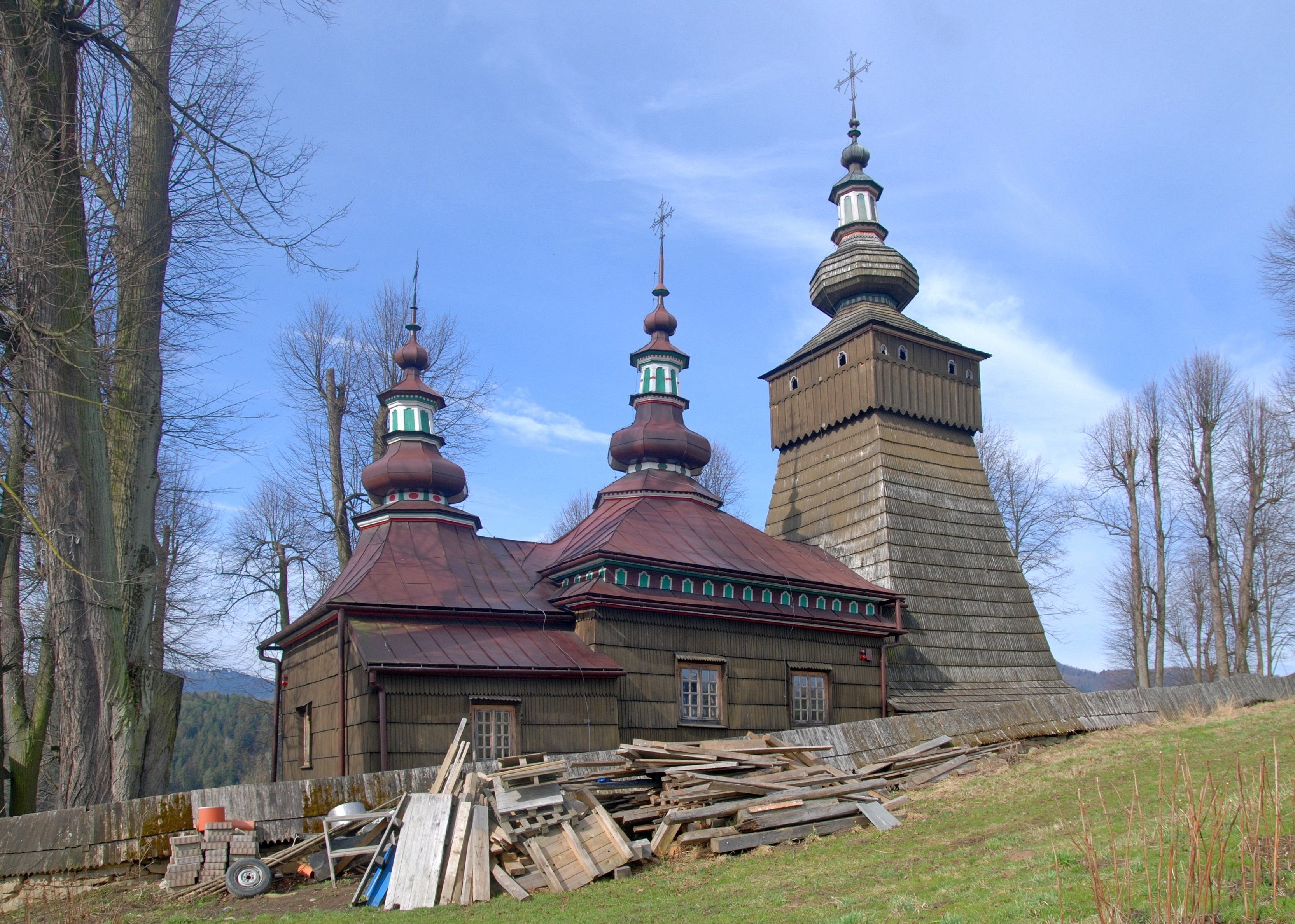
Pohled se severu
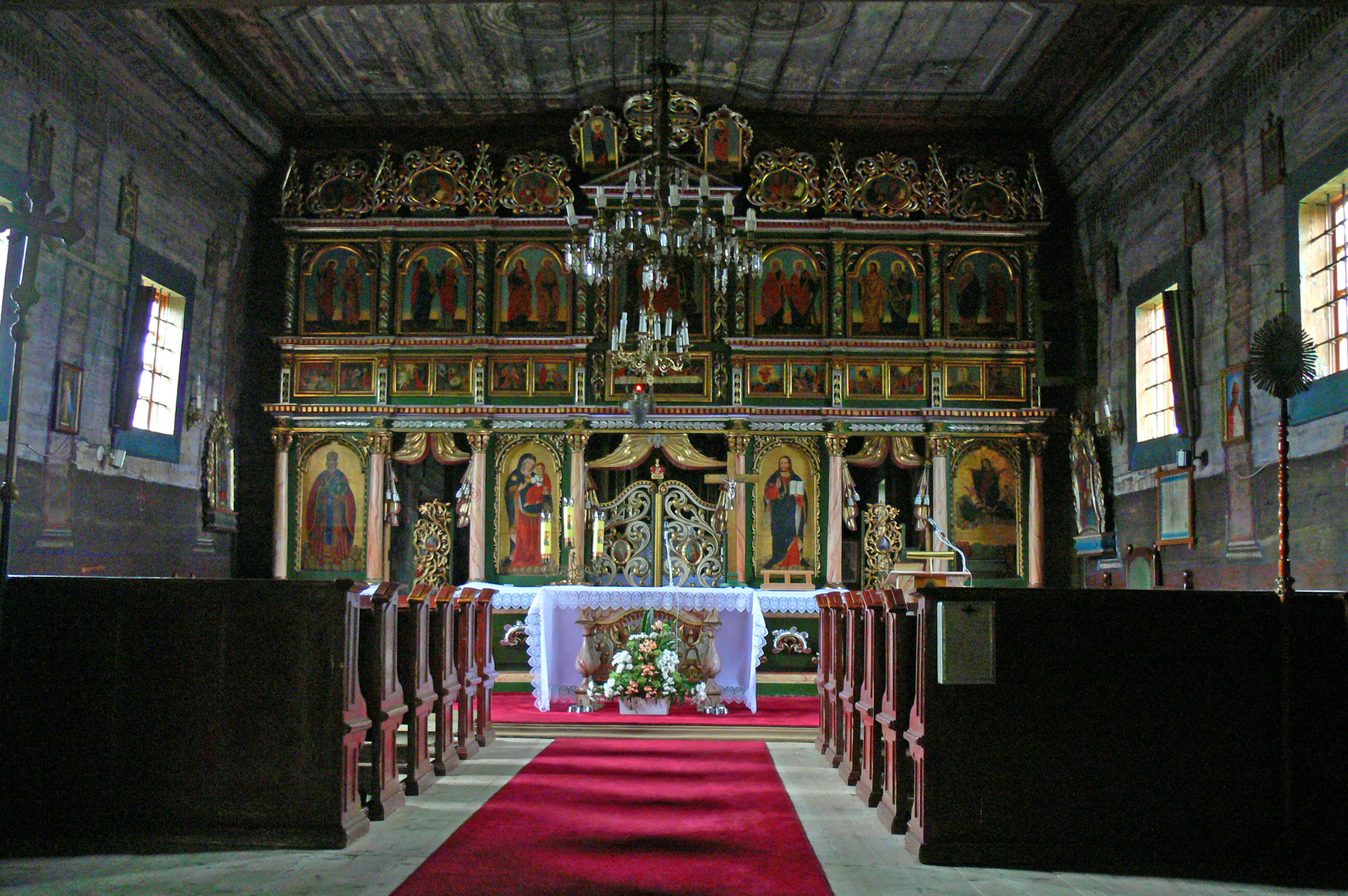
Interiér
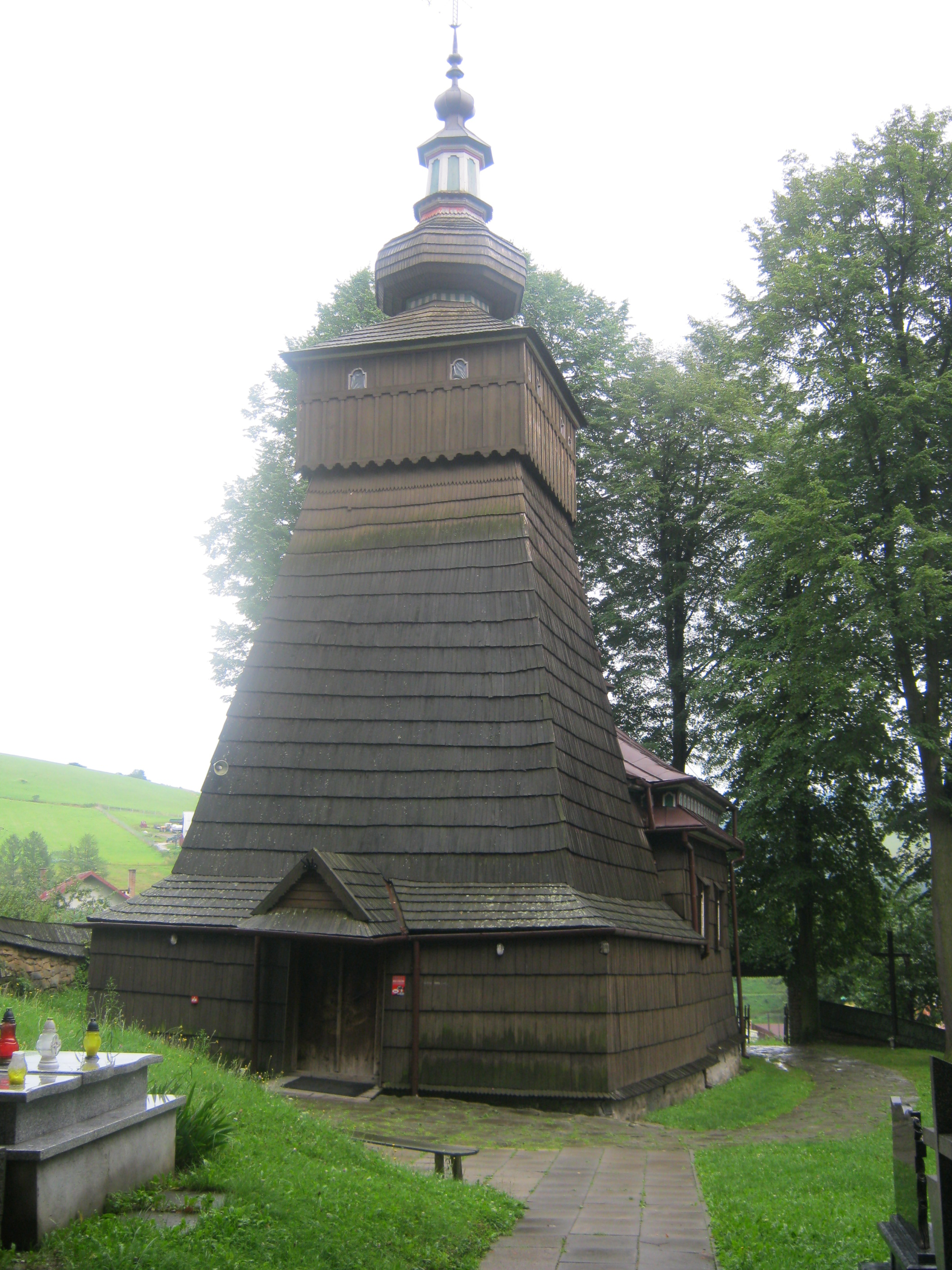
Západní věž